# Lauchringen
Lauchringen település Németországban, azon belül Baden-Württembergben. Lakosainak száma 8079 fő (2023. december 31.).

## Népesség
A település népessége az elmúlt években az alábbi módon változott:
| Lakosok száma | 4073 | 5020 | 6024 | 6389 | 6403 | 6894 | 7178 | 7402 | 7538 | 8079 |
|               | 1961 | 1967 | 1974 | 1980 | 1987 | 1993 | 2000 | 2006 | 2013 | 2023 |